# Opinia publică (piesă de teatru)
Opinia publică este o piesă de teatru de Aurel Baranga.  A avut premiera la 19 aprilie 1967 la Teatrul de Comedie din București.

## Prezentare
Este un spectacol-ședință cu publicul care are loc în perioada comunistă.

## Personaje
- Chitlaru
- Pascalide
- Directorul
- Otilia
- Băjenaru
- Turculeț
- Constantin Brana
- Ciorei
- Spectatorul Ion Ion
- Soția lui
- Manolescu
- Braharu
- Ioniță
- Dumitraș
- Calamariu
- Secretara directorului
- Secretara ziarului
- Directorul de scenă Cristinoiu
- Regizorul de culise
- Geta

## Reprezentații

### Prima reprezentație
Prima reprezentație a avut loc la 19 aprilie 1967 la Teatrul de Comedie din București, în regia lui Mihai Berechet. Scenografia a fost semnată de Dan Nemțeanu.
Rolurile au fost interpretate de actorii:
- Chitlaru - Radu Beligan
- Pascalide - Ștefan Tapalagă
- Directorul - Ion Lucian
- Otilia - Marcela Rusu
- Băjenaru - Dem Savu
- Turculeț - Mihai Fotino; Dumitru Rucăreanu; Eugen Racoți
- Constantin Brana - Costel Constantinescu; Mircea Șeptilici
- Ciorei - Mircea Constantinescu; Costel Constantinescu
- Ion Ion - Dumitru Chesa
- Manolescu - Valentin Plătăreanu
- Braharu - Florin Scărlătescu; Constantin Vintilă
- Ioniță - Gheorghe Dinică; Candid Stoica
- Dumitraș - Eugen Racoți; Gheorghe Crîșmaru
- Calamariu - Eugen Cassian; Gheorghe Șimonca
- Secretara directorului -  Consuela Darie
- Secretara ziarului - Zizi Petrescu; Iarina Demian
- Directorul de scenă - Constantin Băltărețu; Gheorghe Șimonca
- Regizorul de culise - Nicolae Turcu; Theo Cojocaru
- Geta - Livia Hanuțiu; Dorina Done

Turnee - 1968 Polonia – Varșovia, Cracovia

## Teatru radiofonic
- Prezentatorul
- Chitlaru - Radu Beligan
- Otilia , Gina , Niculina Gologan si Marcica Tunsu - Marcela Rusu
- Directorul - Ion Lucian
- Bajenaru - Dem Savu
- Pascalide - Ștefan Taplaga
- Ionita - Candid Stoica
- Regizorul spectacolului - Constantin Băltărețu
- Secretara - Consuela Rosu
- Turculet - George Crasmaru
- Dumitraș - Eugen Racoti
- Manolescu - Valentin Platareanu
- Ciorei - Costel Constantinescu
- Ion Ion - Dumitru Chesa
- Sotia sa - Rozaia Avram
- Braharu - Constantin Vintilă
- Constantin Brana - Mircea Șeptilici